# Zygothrica posthona
Zygothrica posthona är en tvåvingeart som beskrevs av David Grimaldi 1987. Zygothrica posthona ingår i släktet Zygothrica och familjen daggflugor. Inga underarter finns listade i Catalogue of Life.